# Braunes Seidenäffchen

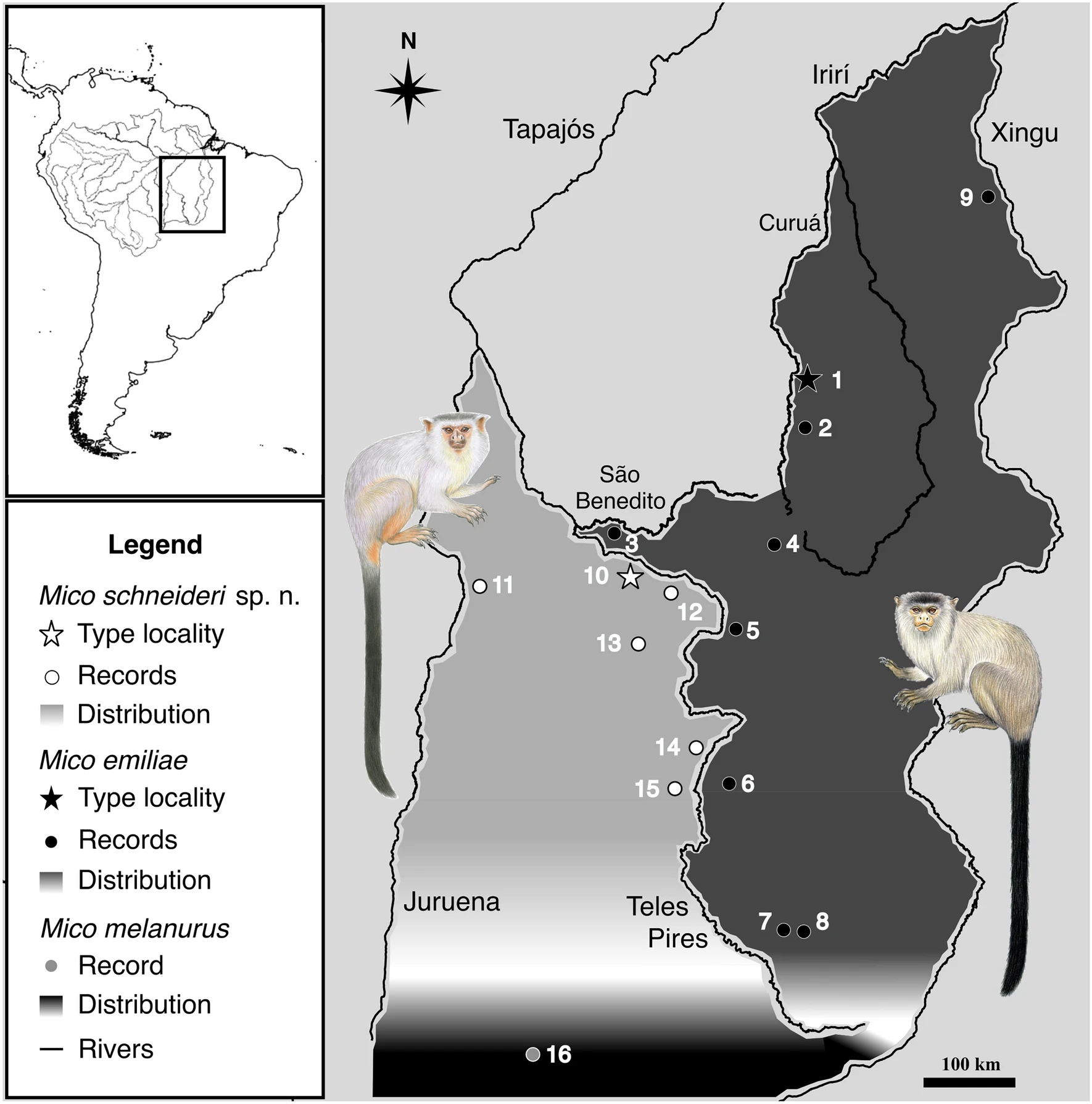
Rechts (dunkelgrau) – Das Verbreitungsgebiet des Braunen Seidenäffchens

Das Braune Seidenäffchen (Mico emiliae, Syn.: Callithrix emiliae) ist eine Primatenart aus der Familie der Krallenaffen. Ehemals wurde es noch mit dem Silberäffchen zu einer Art zusammengefasst.
Der Artzusatz im wissenschaftlichen Namen ehrt die deutsch-brasilianische Ornithologin Maria Emilie Snethlage.

## Merkmale
Braune Seidenäffchen erreichen eine Kopfrumpflänge von 20 bis 22 Zentimeter, der Schwanz ist mit bis zu 34 Zentimetern deutlich länger. Das Durchschnittsgewicht beträgt 313 Gramm. Das Fell dieser Primaten ist überwiegend graubraun gefärbt; an den Schultern, am vorderen Teil des Rumpfes und an den Vorderbeinen ist es heller als am hinteren Teil des Rückens und an den Hinterbeinen. Der lange Schwanz ist schwarz, ebenso die Oberseite des Kopfes. Wie bei allen Krallenaffen befinden sich an den Fingern und Zehen (mit Ausnahme der Großzehe) Krallen statt Nägeln.

## Verbreitungsgebiet und Lebensraum
Braune Seidenäffchen kommen nur im östlichen Amazonasbecken in Brasilien im südlichen Pará und möglicherweise in angrenzenden Regionen von Mato Grosso vor. Das Verbreitungsgebiet liegt zwischen dem Rio Xingu im Osten und Rio Iriri, Rio Curuá und Rio Teles Pires im Westen. Ihr Lebensraum sind Wälder, wobei sie offene, mit dichtem Unterholz bestandene Waldformen bevorzugen.
Eine im Bundesstaat Rondônia lebende Seidenäffchenpopulation wurde früher ebenfalls für Vertreter der Braunen Seidenäffchen gehalten, ist aber räumlich deutlich von den übrigen Tieren getrennt und wurde inzwischen als eigenständige Art beschrieben (Rondonia-Seidenäffchen (Mico rondoni)).

## Lebensweise
Braune Seidenäffchen sind wie alle Krallen tagaktive Baumbewohner, die sich auf allen vieren und springend durch das Geäst fortbewegen. Wie alle Marmosetten dürften sie in Gruppen leben, die um ein fortpflanzungsfähiges Paar organisiert sind. Ihre Nahrung besteht aus Baumsäften, Insekten und anderen Kleintieren sowie Früchten. Mit den spezialisierten Zähnen im Unterkiefer sind sie fähig, Löcher in die Baumrinde zu nagen, um an die Baumsäfte zu gelangen. Wie bei allen Krallenaffen dürften Zwillingsgeburten überwiegen und der Vater und die übrigen Gruppenmitglieder sich intensiv an der Jungenaufzucht beteiligen.

## Gefährdung
Die Lebensraumzerstörung dürfte die Hauptbedrohung für das Braune Seidenäffchen sein, Genaueres ist – auch aufgrund der Unklarheiten über das Verbreitungsgebiet – nicht bekannt. Die IUCN listet sie unter „zu wenig Daten vorhanden“ (data deficient).